# Jedinice dužine u jeziku CSS
Jedinice dužine u stilskom jeziku CSS definiraju veličinu nekog svojstva, kao šo su na primjer širina margine, veličina fonta ili debljina crte.

Dužina je izražena brojem iza koga se bez razmaka navodi odgovarajuća oznaka jedinice, kao na primjer 0.5em, 10px, 20%... Ako broj nije cijel, piše se s decimalnom točkom umjesto zareza. Kod nekih elemenata broj može biti negativan. Ako je broj 0 (nula), oznaka jedinice se može izostaviti. Primjer:
 margin: 2em 0 -1.5em 0; 
Jedinice dužine mogu biti relativne i apsolutne, te su prema tome razvrstane u sljedeće tablice:

### Relativne jedinice
Relativne jedinice definiraju dužinu u odnosu na veličinu nekog drugog svojstva. Ovaj se način rabi ako je potrebno skaliranje svojstva, odnosno njegovo prilagođenje za različito prikazivanje na raznim medijima.
| Jedinica | Opis                                                         | Napomena                   |
| -------- | ------------------------------------------------------------ | -------------------------- |
| em       | ralativna u odnosu na veličinu (visinu) fonta                | 2em je 2 × veličina fonta  |
| ex       | relativna u odnosu na visinu slova "x" u odgovarajućem fontu |                            |
| ch       | relativna u odnosu na širinu "0" (nule)                      |                            |
| rem      | relativna u odnosu na veličinu fonta vršnog svojstva         |                            |
| vw       | relativna u odnosu na 1 % širine viewporta                   | 1vw je 1 % širine prosotra |
| vh       | relativna u odnosu na 1 % visine viewporta                   | 1vw je 1 % visine prosotra |
| vmin     | relativna u odnosu na 1 % manje dimenzije viewporta          |                            |
| vmax     | relativna u odnosu na 1 % veće dimenzije viewporta           |                            |
| %        | postotak odgovarajuće veličine                               |                            |

- Podebljane su često rabljene jedinice
- Kod nasljednih elemenata, nasljednici preuzimaju rezultirajuću vrijednost, a ne relativnu vrijednost, kao u primjeru:

```
 BODY {
    font-size: 12pt;
    text-indent: 3em;  /* 3 × 12pt = 36pt */
  }
  H1 { font-size: 15pt }

```

odnosno, "text-indent" u "H1" naslijedit će vrijednost 36pt a ne 45pt.

### Apsolutne jedinice
Apsolutne jedinice definiraju fiksnu veličinu svojstva.
| Jedinica | Opis       | Napomena                                 |
| -------- | ---------- | ---------------------------------------- |
| cm       | centimetar | 1cm = 0.39in = 37.8px = 28.34pt = 2.36pc |
| mm       | milimetar  | 1mm = 0.039in = 3.78px = 2.83pt = 0.24pc |
| in       | inč        | 1in = 2,54 cm = 96px = 72pt = 6pc        |
| px       | piksel     | 1px = 1/96 dio inča = 0.26mm             |
| pt       | točka      | 1pt = 1/72 dio inča = 0.35mm             |
| pc       | pika       | 1pc = 1/6 inča = 12pt = 4.23mm           |

- Jedinica piksel zamišljena je kao najmanja jedinica mjere digitalne slike (i najmanji element koji je moguće adresirati) i definirana je kao 96. dio inča (~0,26 mm), odnosno jedna točka na zaslonu kod uređaja niske rezolucije. Stoga je uvršten u tablicu apsolutih jedinica, iako je veličina piksela ovisna o mediju.[3][4]

## Primjeri
Za primjere uporabe pogledajte stranicu pomoći.